# Жимолость золотистая
Жимолость золотистая (лат. Lonicera chrysantha) — кустарник, вид рода Жимолость (Lonicera) семейства Жимолостные (Caprifoliaceae). В диком виде растёт на Дальнем Востоке, в лесах, долинах рек и на горных склонах.

## Ботаническое описание
Листопадный кустарник высотой до 2 м. Побеги тонкие, полые внутри, с корой серого цвета, молодые побеги опушены.
Листья простые, яйцевидные или ромбически-ланцетные, заострённые, с ширококлиновидным или закруглённым основанием, длиной до 12 см, шириной 3-5 см. Снизу имеют жёстковолосистое, а по краю реснитчатое опушение.
Цветки желтовато-белые, со слабым ароматом, длиной до 2,5 см, расположены парами в пазухах листьев. Время цветения — май-июнь.
Плоды — парные шаровидные красные ягоды диаметром до 8 мм. Созревают в конце августа — сентябре, долго не опадают.

## Применение
Декоративное растение, особенно красиво выглядит в период созревания плодов.